# Charles Deval
Pour les articles homonymes, voir Deval.
Charles Nicolas Joseph Alexandre Deval est un Jeune de langues et un médecin ophtalmologue français, né le 6 décembre 1806 à Péra (Constantinople) et mort le 6 avril 1862 à Paris 1er arrondissement

## Aperçu biographique
Il est le fils du drogman de France Constantin Deval et d'Elisabeth Pisani, les Pisani sont une famille de drogman originaires de Venise.
Il obtient son titre de docteur à la Faculté de médecine de Paris en 1833, à l'âge de 27 ans, avec une thèse intitulée: Propositions sur divers points de médecine et quelques considération sur le typhus d'Orient.
Il étudie l'ophtalmologie partout en Europe et particulièrement auprès du docteur Frédéric Jules Sichel.

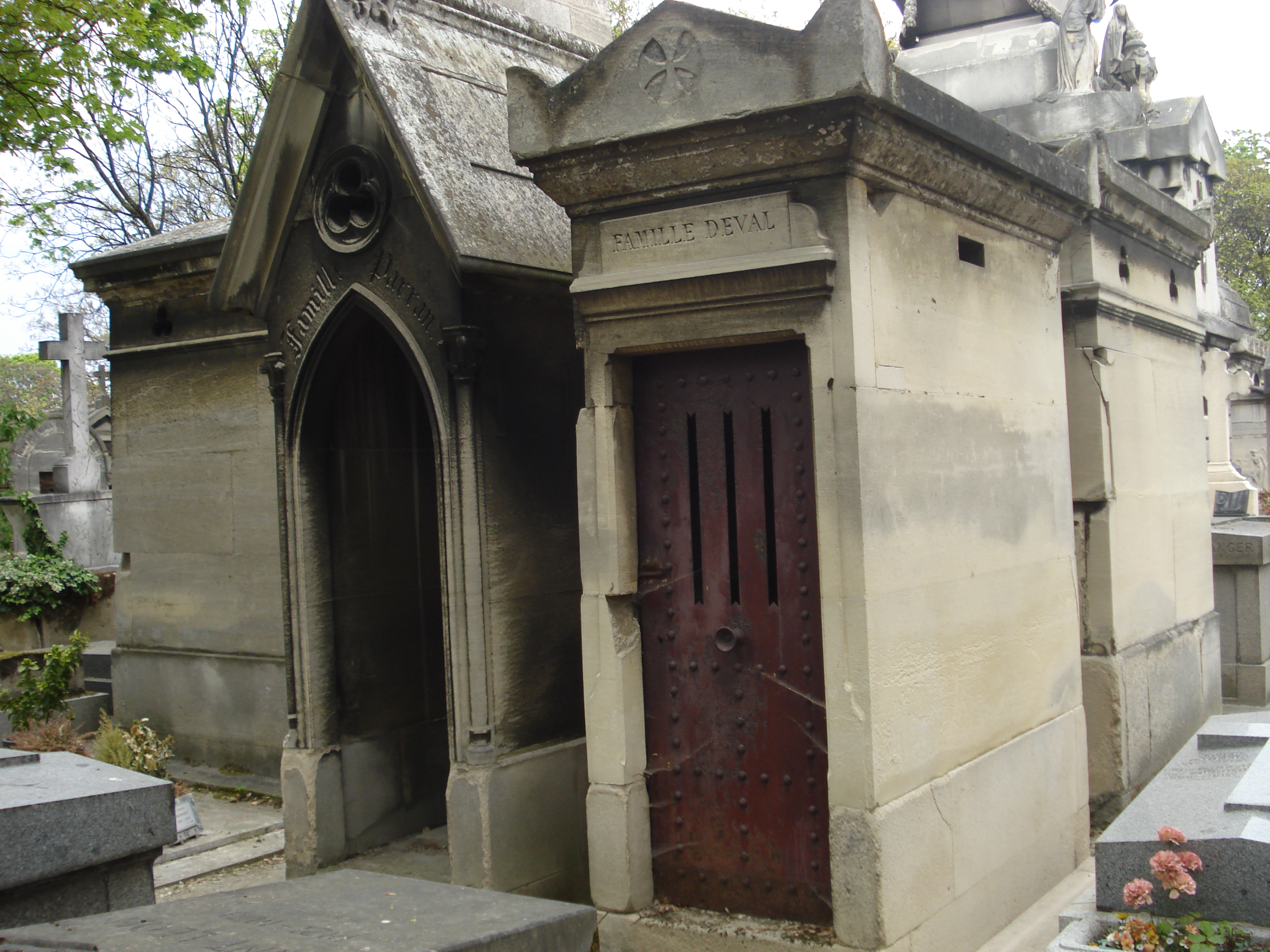
Sépulture de Charles DEVAL - Cimetière Montmartre

Il est inhumé au cimetière de Montmartre, dans une chapelle où reposent son épouse, née Aline Carlier, et sa fille Pauline-Joséphine Deval épouse de Chapelain.

## Œuvres et publications
- Propositions sur divers points de médecine, suivies de quelques considérations sur le typhus d'Orient, [Thèse de doctorat], 1833.

Il fait paraître plusieurs traités et observations d'ophtalmologie :
- Chirurgie oculaire ou traité des opérations chirurgicales qui se pratiquent sur l'œil et ses annexes, avec un exposé succinct des différentes altérations qui les réclament, ouvrage contenant la pratique opératoire de F. Jaeger et de A. Rosas, professeurs d'ophtalmologie a Vienne; d'après des documents recueillis par l'auteur aux cliniques de ces professeurs, et accompagné de planches représentant un grand nombre d'instruments et les principaux procédés opératoires, P. Renouard pour G. Baillière (Paris), 1844, Texte intégral. C'est le second traité d'ophtalmologie français.
- Traité de l'amaurose ou de la goutte-sereine, [Ouvrage contenant des faits nombreux de guérison de cette maladie. Dans des cas cécité complète], V. Masson (Paris), 1851, Texte intégral  etlire en ligne sur Gallica.
- Affaiblissement de la vue et cécité dans l'amaurose ou goutte sereine et dans la cataracte, moyens d'y remédier, V. Masson (Paris), 1855, n-8° , 48 p., lire en ligne sur Gallica.
- Affaiblissement de la vue et cécité dans l'amaurose ou goutte sereine et dans la cataracte, moyens d'y remédier, L. Parmantier (Paris), 1857, in-8° , 32 p., lire en ligne sur Gallica.
- Traité théorique et pratique des maladies des yeux, Ch. Albessard et Bérard (Paris), 1862, Texte intégral et lire en ligne sur Gallica.

Il publie également un ouvrage d'orientalisme :

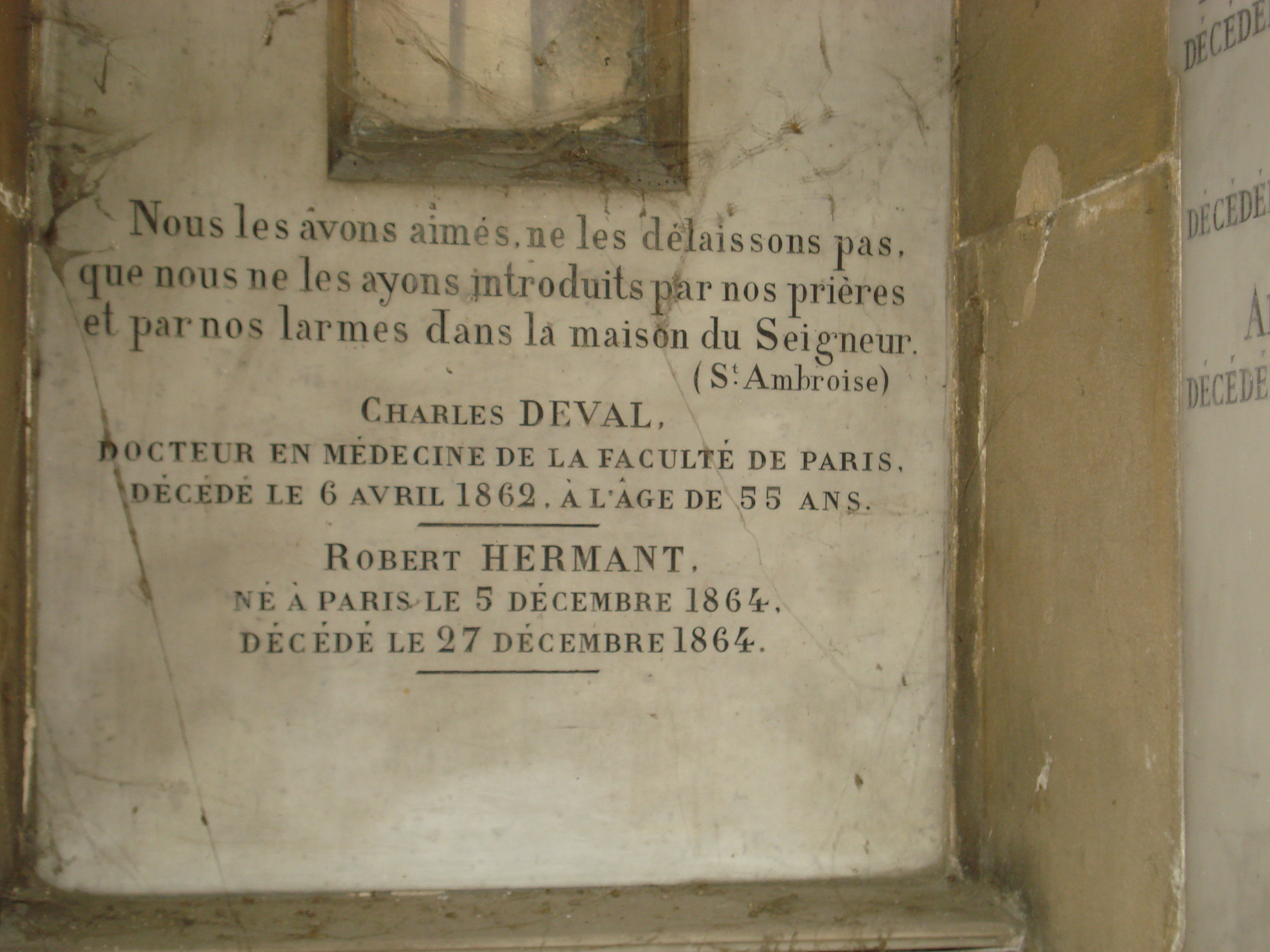
Sépulture de Charles DEVAL - Cimetière Montmartre

- Deux années à Constantinople et en Morée (1825-1826) ou Esquisses historiques sur Mahmoud, les janissaires, les nouvelles troupes, Ibrahim-Pacha, Solyman-Bey, etc., [Seize lithographies en couleurs par Labglumé, dont une en frontispice], R.G. Jones (Londres), et  Nepveu (Paris), 1828, Texte intégral.

En collaboration
- avec Dr Cyr-Germain Gautherin: L'Art de formuler, ou Tableaux synoptiques des doses des médicaments et des formes pharmaceutiques sous lesquelles ils doivent être administrés, Just-Rouvier, 1833, 260 p.